# Сатурн (митология)
Вижте пояснителната страница за други значения на Сатурн .
Сатурн (от латински: satus или satio – „сеене“) е бог на земеделието, в гръцката митология Кронос.
Древният римски бог Сатурн (Баал-Карнаим и в аналогия с Ел спрямо Баал-Шамин) символизирал силата способна да преобърне съществуващия космичен ред, благодарение, на която побеждава баща си и го детронира. Пророчеството, обаче предсказва, че ще бъде свален от трона от ръката на собствения си син. Уплашен от предсказанието, Сатурн изяжда всичките си деца с изключение на шестия си син – Юпитер, който е скрит от жена му Опс на остров Крит, а на неговото място един камък е увит в дрехите на малкия Юпитер, за да заблуди баща му.
Според древноримската легенда Юпитер се заселва на Капитолия в Капитолийския храм, ставайки покровител на Древния Рим.
В Римския форум има храм на Сатурн, издигнат в 498 пр.н.е., където е съхранявана държавната хазна и хоругвите на легионите, когато не са във военен поход. През Средновековието е считан за римския бог на земеделието, справедливостта и силата; той държал сърп в лявата си ръка и вързоп жито в дясната. Името на майка му било Хелена.
Сатурн бил баща на Церера, Юпитер и Веритас.
На Сатурн е посветен празникът Сатурналии (по-късно Карнавал).